# Galatasaray Istanbul/Saison 1949/50
Die Saison 1949/50 von Galatasaray Istanbul war die 44. Saison in der Vereinsgeschichte und die 36. Saison in der İstanbul Futbol Ligi. Der Klub beendete die Saison auf dem 3. Platz. In der 9. Saison der Millî Küme wurden die Gelb-Roten Zweiter.

## Personalien

### Kader
| Nat.       | Name                   |
| Torhüter   | Torhüter               |
| ---------- | ---------------------- |
| Turkei     | Samim Ankara           |
| Turkei     | Erdoğan Atlıoğlu       |
| Turkei     | Turgay Şeren           |
| Abwehr     |                        |
| Turkei     | Bülent Eken            |
| Turkei     | Fazıl Göknar           |
| Turkei     | Gültekin Gürel         |
| Turkei     | İlhan Selçuk İstinyeli |
| Turkei     | Koçis Kandidis         |
| Turkei     | Ruhi Karaduman         |
| Turkei     | Naci Özkaya            |
| Turkei     | İstepan Variyant       |
| Mittelfeld |                        |
| Turkei     | Özcan Başaran          |
| Turkei     | Hilmi Ecer             |
| Turkei     | Rober Eryol            |
| Turkei     | Doğan Koloğlu          |
| Turkei     | Çoşkun Özarı           |
| Turkei     | Musa Sezer             |
| Angriff    |                        |
| Turkei     | İsfendiyar Açıksöz     |
| Turkei     | Varujan Arslanyan      |
| Turkei     | Garbis Baklaoğlu       |
| Turkei     | Edmond Danon           |
| Turkei     | Hikmet Demir           |
| Turkei     | Reha Eken              |
| Turkei     | Süreyya Görkey         |
| Turkei     | Gündüz Kılıç           |
| Turkei     | Kadri Özaral           |
| Turkei     | Halil Şenal            |
| Turkei     | Mustafa Soyak          |
| Turkei     | Muzaffer Tokaç         |
| Turkei     | Muhtar Tunçaltan       |

## Saison
Alle Ergebnisse aus Sicht von Galatasaray Istanbul.
Die Tabelle listet alle İstanbul-Futbol-Ligi des Vereins der Saison 1949/50 auf. Siege sind grün, Unentschieden gelb und Niederlagen rot markiert.

### İstanbul Futbol Ligi
| ST | Datum             | Gegner              | Ort                   | Ergebnis  | Tor(e) für Galatasaray Istanbul                                         | Karte(n) für Galatasaray Istanbul |
| -- | ----------------- | ------------------- | --------------------- | --------- | ----------------------------------------------------------------------- | --------------------------------- |
| 01 | 8. Oktober 1949   | Kasımpaşa Istanbul  | İnönü Stadı, Istanbul | 1:1 (0:0) | 1:0 B. Eken (62.)                                                       | keine                             |
| 02 | 15. Oktober 1949  | Emniyet SK          | İnönü Stadı, Istanbul | 2:0 (1:0) | 1:0 Kılıç (18.), 2:0 Kılıç (53.)                                        | keine                             |
| 03 | 22. Oktober 1949  | Istanbulspor        | İnönü Stadı, Istanbul | 1:1 (0:1) | 1:1 Baklaoğlu (46.)                                                     | keine                             |
| 04 | 30. Oktober 1949  | Vefa Istanbul       | İnönü Stadı, Istanbul | 1:0 (1:0) | 1:0 Kılıç (45.)                                                         | keine                             |
| 05 | 6. November 1949  | Fenerbahçe Istanbul | İnönü Stadı, Istanbul | 0:1 (0:1) | keine                                                                   | keine                             |
| 06 | 13. November 1949 | Beşiktaş Istanbul   | İnönü Stadı, Istanbul | 0:1 (0:1) | keine                                                                   | keine                             |
| 07 | 26. November 1949 | Beykozspor          | İnönü Stadı, Istanbul | 4:0 (2:0) | 1:0 Açıksöz (18.), 2:0 Özkaya (23.), 3:0 Özkaya (56.), 4:0 Özkaya (86.) | keine                             |
| 08 | 1. Januar 1950    | Kasımpaşa Istanbul  | İnönü Stadı, Istanbul | 3:1 (1:1) | 1:0 Kılıç (7.), 2:1 Baklaoğlu (46.), 3:1 Açıksöz (73.)                  | keine                             |
| 09 | 7. Januar 1950    | Emniyet SK          | İnönü Stadı, Istanbul | 1:0 (1:0) | 1:0 Kılıç (22.)                                                         | keine                             |
| 10 | 21. Januar 1950   | Istanbulspor        | İnönü Stadı, Istanbul | 3:1 (0:0) | 1:0 Baklaoğlu (52.), 2:1 Kılıç (62.), 3:1 Açıksöz (69.)                 | keine                             |
| 11 | 12. Februar 1950  | Vefa Istanbul       | İnönü Stadı, Istanbul | 0:1 (0:0) | keine                                                                   | keine                             |
| 12 | 19. Februar 1950  | Fenerbahçe Istanbul | İnönü Stadı, Istanbul | 2:1 (1:1) | 1:1 Kılıç (12.), 2:1 Özkaya (53. Elfmeter)                              | keine                             |
| 13 | 26. Februar 1950  | Beşiktaş Istanbul   | İnönü Stadı, Istanbul | 2:1 (0:0) | 1:0 Özkaya (51.), 2:0 Kılıç (59.)                                       | keine                             |
| 14 | 4. März 1950      | Beykozspor          | İnönü Stadı, Istanbul | 1:2 (1:1) | 1:0 Eryol (29.)                                                         | keine                             |

### Millî Küme
| ST | Datum          | Gegner                | Ort                      | Ergebnis  | Tor(e) für Galatasaray Istanbul                                                           | Karte(n) für Galatasaray Istanbul |
| -- | -------------- | --------------------- | ------------------------ | --------- | ----------------------------------------------------------------------------------------- | --------------------------------- |
| 01 | 18. März 1950  | Ankara Demirspor      | İnönü Stadı, Istanbul    | 3:0 (1:0) | 1:0 Açıksöz (7.), 2:0 Tunçaltan (47.), 3:0 R. Eken (89.)                                  | keine                             |
| 02 | 19. März 1950  | Gençlerbirliği Ankara | İnönü Stadı, Istanbul    | 5:2 (3:21 | 1:0 R. Eken (14.), 2:0 Kılıç (26.), 3:0 R. Eken (33.), 4:1 Kılıç (53.), 5:2 Açıksöz (77.) | keine                             |
| 03 | 25. März 1950  | Ankara Demirspor      | Ankara 19 Mayıs Stadyumu | 3:0 (2:0) | 1:0 Tunçaltan (9.), 2:0 Kandidis (42.), 3:0 R. Eken (48.)                                 | keine                             |
| 04 | 26. März 1950  | Gençlerbirliği Ankara | Ankara 19 Mayıs Stadyumu | 0:0       | keine                                                                                     | keine                             |
| 05 | 1. April 1950  | Vefa Istanbul         | İnönü Stadı, Istanbul    | 1:0 (1:0) | 1:0 R. Eken (6.)                                                                          | keine                             |
| 06 | 2. April 1950  | Beşiktaş Istanbul     | İnönü Stadı, Istanbul    | 1:1 (1:1) | 1:1 R. Eken (31.)                                                                         | keine                             |
| 07 | 8. April 1950  | Altay Izmir           | İnönü Stadı, Istanbul    | 1:0 (0:0) | 1:0 R. Eken (87.)                                                                         | keine                             |
| 08 | 9. April 1950  | Göztepe Izmir         | İnönü Stadı, Istanbul    | 1:0 (2:0) | 1:0 R. Eken (73.)                                                                         | keine                             |
| 09 | 15. April 1950 | Fenerbahçe Istanbul   | İnönü Stadı, Istanbul    | 0:0       | keine                                                                                     | keine                             |
| 10 | 16. April 1950 | Vefa Istanbul         | İnönü Stadı, Istanbul    | 1:1 (1:0) | 1:0 Demir (33.)                                                                           | keine                             |
| 11 | 22. April 1950 | Beşiktaş Istanbul     | İnönü Stadı, Istanbul    | 1:1 (1:0) | 1:0 Kandidis (16.)                                                                        | keine                             |
| 12 | 23. April 1950 | Fenerbahçe Istanbul   | İnönü Stadı, Istanbul    | 0:0       | keine                                                                                     | keine                             |
| 13 | 29. April 1950 | Altay Izmir           | Alsancak Stadı, Izmir    | 0:0       | keine                                                                                     | keine                             |
| 14 | 30. April 1950 | Göztepe Izmir         | Alsancak Stadı, Izmir    | 2:0 (2:0) | 1:0 Kılıç (4.), 2:0 R. Eken (28.)                                                         | keine                             |

### Son Saat Kupası
| Datum             | Gegner              | Ort   | Ergebnis | Tor(e) für Galatasaray Istanbul |
| ----------------- | ------------------- | ----- | -------- | ------------------------------- |
| 20. November 1949 | Fenerbahçe Istanbul | n. V. | 0:2      | keine                           |

### Freundschaftsspiele
Diese Tabelle führt die ausgetragenen Freundschaftsspiele auf.
| Datum         | Gegner              | Ort   | Ergebnis | Tor(e) für Galatasaray Istanbul |
| ------------- | ------------------- | ----- | -------- | ------------------------------- |
| 20. März 1949 | Fenerbahçe Istanbul | n. V. | 1:1      | n. V.                           |

## Spielerstatistiken
| Spieler                | İstanbul Futbol Ligi | İstanbul Futbol Ligi | İstanbul Futbol Ligi | İstanbul Futbol Ligi | Millî Küme | Millî Küme | Millî Küme  | Millî Küme | Total    | Total | Total       | Total      |
| Spieler                | Einsätze             | Tore                 | Gelbe Karte          | Rote Karte           | Einsätze   | Tore       | Gelbe Karte | Rote Karte | Einsätze | Tore  | Gelbe Karte | Rote Karte |
| ---------------------- | -------------------- | -------------------- | -------------------- | -------------------- | ---------- | ---------- | ----------- | ---------- | -------- | ----- | ----------- | ---------- |
| İsfendiyar Açıksöz     | 11                   | 3                    | 0                    | 0                    | 12         | 2          | 0           | 0          | 23       | 5     | 0           | 0          |
| Samim Ankara           | 4                    | 0                    | 0                    | 0                    | 0          | 0          | 0           | 0          | 4        | 0     | 0           | 0          |
| Varujan Arslanyan      | 3                    | 0                    | 0                    | 0                    | 0          | 0          | 0           | 0          | 3        | 0     | 0           | 0          |
| Erdoğan Atlıoğlu       | 1                    | 0                    | 0                    | 0                    | 1          | 0          | 0           | 0          | 2        | 0     | 0           | 0          |
| Garbis Baklaoğlu       | 10                   | 3                    | 0                    | 0                    | 7          | 0          | 0           | 0          | 17       | 3     | 0           | 0          |
| Özcan Başaran          | 3                    | 0                    | 0                    | 0                    | 2          | 0          | 0           | 0          | 5        | 0     | 0           | 0          |
| Edmond Danon           | 1                    | 0                    | 0                    | 0                    | 0          | 0          | 0           | 0          | 1        | 0     | 0           | 0          |
| Hikmet Demir           | 1                    | 0                    | 0                    | 0                    | 3          | 1          | 0           | 0          | 4        | 1     | 0           | 0          |
| Hilmi Ecer             | 1                    | 0                    | 0                    | 0                    | 0          | 0          | 0           | 0          | 1        | 0     | 0           | 0          |
| Bülent Eken            | 12                   | 1                    | 0                    | 0                    | 0          | 0          | 0           | 0          | 12       | 1     | 0           | 0          |
| Reha Eken              | 0                    | 0                    | 0                    | 0                    | 11         | 9          | 0           | 0          | 11       | 9     | 0           | 0          |
| Rober Eryol            | 2                    | 1                    | 0                    | 0                    | 0          | 0          | 0           | 0          | 2        | 1     | 0           | 0          |
| Fazıl Göknar           | 6                    | 0                    | 0                    | 0                    | 0          | 0          | 0           | 0          | 6        | 0     | 0           | 0          |
| Süreyya Görkey         | 0                    | 0                    | 0                    | 0                    | 0          | 0          | 0           | 0          | 0        | 0     | 0           | 0          |
| Gültekin Gürel         | 1                    | 0                    | 0                    | 0                    | 0          | 0          | 0           | 0          | 1        | 0     | 0           | 0          |
| İlhan Selçuk İstinyeli | 0                    | 0                    | 0                    | 0                    | 1          | 0          | 0           | 0          | 1        | 0     | 0           | 0          |
| Koçiş Kandidis         | 3                    | 0                    | 0                    | 0                    | 10         | 2          | 0           | 0          | 13       | 2     | 0           | 0          |
| Ruhi Karaduman         | 13                   | 0                    | 0                    | 0                    | 13         | 0          | 0           | 0          | 26       | 0     | 0           | 0          |
| Gündüz Kılıç           | 13                   | 8                    | 0                    | 0                    | 12         | 3          | 0           | 0          | 25       | 11    | 0           | 0          |
| Doğan Koloğlu          | 10                   | 0                    | 0                    | 0                    | 14         | 0          | 0           | 0          | 24       | 0     | 0           | 0          |
| Kadri Özaral           | 1                    | 0                    | 0                    | 0                    | 0          | 0          | 0           | 0          | 1        | 0     | 0           | 0          |
| Çoşkun Özarı           | 0                    | 0                    | 0                    | 0                    | 0          | 0          | 0           | 0          | 0        | 0     | 0           | 0          |
| Naci Özkaya            | 11                   | 5                    | 0                    | 0                    | 14         | 0          | 0           | 0          | 25       | 5     | 0           | 0          |
| Halil Şenal            | 2                    | 0                    | 0                    | 0                    | 0          | 0          | 0           | 0          | 2        | 0     | 0           | 0          |
| Turgay Şeren           | 9                    | 0                    | 0                    | 0                    | 13         | 0          | 0           | 0          | 22       | 0     | 0           | 0          |
| Musa Sezer             | 12                   | 0                    | 0                    | 0                    | 14         | 0          | 0           | 0          | 26       | 0     | 0           | 0          |
| Mustafa Soyak          | 6                    | 0                    | 0                    | 0                    | 0          | 0          | 0           | 0          | 6        | 0     | 0           | 0          |
| Muzaffer Tokaç         | 10                   | 0                    | 0                    | 0                    | 14         | 0          | 0           | 0          | 24       | 0     | 0           | 0          |
| Muhtar Tunçaltan       | 8                    | 0                    | 0                    | 0                    | 8          | 2          | 0           | 0          | 16       | 2     | 0           | 0          |
| İstepan Variyant       | 0                    | 0                    | 0                    | 0                    | 5          | 0          | 0           | 0          | 5        | 0     | 0           | 0          |